# Prozodie
În lingvistică, termenul prozodie (cf. fr  prosodie < la  prosodia < greaca veche prosōidía „cântec pentru a acompania lira; variație de înălțime a vocii”) denumește, în limba franceză și în cele care au preluat sensul dat termenului în aceasta (de exemplu româna), ramura foneticii și a fonologiei ce studiază așa-numitele unități suprasegmentale sau prozodice ale limbii. Acestea sunt în principal accentul, tonul, intonația, jonctura, pauza, ritmul, tempoul și debitul.
În lingvistica de limbă engleză, termenul „prozodie” are mai mulți corespondenți: prosody denumește ansamblul unităților suprasegmentale, iar disciplina care le studiază este numită cu termenii prosodics („prozodică”), suprasegmental phonetics („fonetică suprasegmentală”), sau prosodic phonology („fonologie prozodică”).
În Antichitate, termenul „prozodie” avea sensul de „pronunțare regulată a cuvintelor, care respectă accentul și cantitatea (durata) sunetelor, constituind baza metricii; organizare vocalică și consonantică a unui text”. Cuvântul a fost preluat de poetică drept termen ce denumește partea ei care studiază versificația și normele ei sub raportul structurii versurilor, al numărului accentelor sau al lungimii silabelor unui vers.

## Unitatea suprasegmentală, generalități
Unitatea suprasegmentală sau prozodică este definită în mai multe feluri. Conform uneia din definiții, spre deosebire de unitățile segmentale ale lanțului vorbirii, adică fonemul și cele care sunt formate din foneme (morfemul, lexemul etc.), unitățile suprasegmentale sunt entități de altă natură fonică, asociate unităților segmentale. Ele nu constituie segmentele fonice, dar le caracterizează.
Conform altei definiții, o unitate suprasegmentală este un fenomen fonic ce afectează un segment mai mare decât un sunet (din punct de vedere fonetic), respectiv un fonem (din punct de vedere fonologic). Astfel de fenomene nu se pot sesiza pe sunete izolate, fie pentru că se manifestă pe un întreg segment mai mare, fie pentru că se bazează pe caracteristici raportate una la alta ale sunetelor. În primul caz se vorbește despre unități suprasegmentale extensive (de exemplu intonația), în al doilea – despre unități intensive (de exemplu accentul).
În afară de accent și de intonație, alte unități suprasegmentale mai sunt tonul, jonctura, pauza, ritmul și tempoul (debitul).
Unele trăsături au un statut ambiguu sau controversat. Astfel, cantitatea (durata) sunetului este tratată ca o trăsătură a sunetelor ca entități segmentale, dar apare și ca una din unitățile suprasegmentale.
Deși este o componentă a accentului, unii autori iau în seamă aparte intensitatea sunetului. Altă componentă a accentului, înălțimea sunetului, este și ea considerată aparte de unii. Alții tratează înălțimea sunetului fără a o disocia de ton, pe care îl opun accentului ca o alternativă a acestuia în limbile numite tonale, în care accentul are numai un rol marginal.
După unele păreri, pot fi considerate suprasegmentale și trăsături ca nazalitatea, în limbi în care o consoană nazală nazalizează vocala precedentă sau următoare, ori gradul de deschidere a vocalelor (apertura), în limbile în care armonia vocalică are un rol important.
Dintre elementele numite suprasegmentale, unele pot să nu fie astfel de unități, ci elemente numite paralingvistice, atunci când sunt caracteristice unor feluri de a vorbi personale. Astfel sunt tonul, ritmul sau pauzele. Tot un element paralingvistic poate fi și timbrul sunetelor, pe care unii autori îl amintesc printre unitățile suprasegmentale.
Unitățile suprasegmentale pot fi tratate din punct de vedere fonetic (bunăoară caracteristicile lor acustice), dar și fonologic, în măsura în care și aceste unități îndeplinesc funcția de diferențiere a unor sensuri. Prin analogie cu fonemele ca obiect de studiu al fonologiei, unitățile suprasegmentale sunt numite de unii „prozodeme” în această perspectivă.
Unitățile suprasegmentale sunt legate nu numai de cele segmentale, ci există interdependență și între ele. Astfel, intonația este legată de înălțimea sunetelor, fiind dată de variația acesteia de la un sunet la altul. Pe de altă parte, intonația este legată de pauză și de accent. Înaintea unei pauze care separă două segmente ce constituie unități sintactice, intonația este la un anumit nivel de înălțime. De pildă, în fraza franceză Il n’est pas parti, parce qu’il avait peur „N-a plecat, pentru că îi era frică”, intonația atinge înățimea maximă pe i din parti, vocală accentuată, cuvântul fiind urmat de pauză.

## Unități suprasegmentale

### Accentul
Accentul este o unitate suprasegmentală intensivă prin care o silabă iese în evidență față de alte silabe. Astfel iese în evidență o silabă față de celelalte silabe ale unui cuvânt polisilabic și poate ieși în evidență cuvântul cu accent față de celelalte cuvinte din sintagmă, o sintagmă în propoziție, sau o propoziție în frază. Componentele principale ale accentului sunt intensitatea sunetului în cauză și tonul (nivelul de înălțime) acestuia, iar drept componentă secundară – cantitatea (durata) sa.
După rolul funcțional mai mult sau puțin important al unuia sau altuia din componentele principale, unii lingviști disting limbi cu accent de intensitate (de exemplu engleza) și limbi cu accent tonic (ex. norvegiana sau chineza). Alții opun limbile cu accent de intensitate, pe care le numesc simplu limbi cu accent, limbilor tonale, cum este chineza, în care tonul are rolul funcțional preponderent. În același timp, aceștia includ printre limbile numite cu accent pe acelea în care și tonul are un oarecare rol funcțional pe lângă intensitate, cum este norvegiana.

### Tonul
Tonul este o unitate suprasegmentală cu difiniție și statut controversate. Pentru unii autori, este nivelul înălțimii sunetului sau variația acesteia în nucleul silabei, având o funcție semantică la nivelul cuvântului, precum și variația înălțimii sunetelor la nivelul segmentelor mai mari decât cuvântul, adică sintagma, propoziția și fraza, numind unitatea „intonație”, indiferent de segmentul de care este legată. Alții numesc ton nivelul înălțimii sunetului sau variația acesteia limitate la silaba unui cuvânt. În limbile numite tonale (de exemplu chineza), tonurile au o funcție fonologică preponderentă, fiind numite toneme din acest punct de vedere. Tonul este prezent, de obicei fiind numit înălțimea sunetului, și drept componentă a accentului numit de intensitate. În unele limbi este numai un corolar al intensității sunetului, fără valoare funcțională (ex. în engleză), în altele are funcție fonologică în mod limitat față de intensitate, de pildă în norvegiană.

### Intonația
Intonația este o unitate suprasegmentală extensivă care constă în variația înălțimii sunetelor într-un segment din fluxul vorbirii, dându-i acestuia o anumită linie melodică. Poate avea o funcție gramaticală, de exemplu în distingerea tipurilor de propoziții după scopul comunicării (declarativ, interogativ sau exclamativ) și/sau poate exprima starea afectivă a emițătorului, atitudinea ori intențiile comunicative ale acestuia. După direcția sa, intonația poate fi în principal ascendentă, descendentă sau uniformă. Unii lingviști includ în noțiunea de intonație și ceea ce alții limitează la segmentul silabă sub numele de „ton”.

### Jonctura
Jonctura este o graniță între două segmente din lanțul vorbirii: silabe, morfeme, cuvinte, sintagme, propoziții sau fraze. Cea din interiorul unui cuvânt se numește jonctură internă, iar cea dintre două cuvinte – jonctură externă.
Din alt punct de vedere, unul din tipurile de jonctură este cea efectivă. În aceasta se include și pauza. Una din joncturile efective se realizează prin ocluziune glotală, de exemplu, în engleză, între o silabă care se termină cu vocală înaintea uneia cu vocală inițială, ex. co-operate „a coopera”. Alteori, jonctura internă dintre două silabe sau cea externă este marcată de o grupare de consoane care nu poate exista în interiorul unei silabe, în română, bp, mh, nm, sz etc. Există, de exemplu, jonctură externă efectivă în sintagma merg repede, din cauza vecinătății consoanelor rgr. Tot jonctură externă se produce între un cuvânt cu aceeași consoană finală ca cea inițială a cuvântului următor, grup care în interior de cuvânt s-ar pronunța ca o singură consoană, ex. en  Good day! [ɡʊddeɪ] „Zi bună!” vs. sudden [sʌdən] „brusc”.
Opus tipului precedent este jonctura virtuală. Externă, este o jonctură între cuvinte ce formează o sintagmă confundabilă în formă orală cu altă sintagmă, ex. fr  l’essence [l#esãs] „benzina” vs. les sens [le#sãs] „simțurile”, en  a name [ə#neɪm] „un nume” vs. an aim [ən#eɪm] „o țintă”. Jonctura virtuală poate fi și internă, de exemplu între un morfem rădăcină care există și în calitate de cuvânt, și un morfem afix, știindu-se despre ele că sunt morfeme aparte, ex. fr  farouchement [faruʃ#mã] „în mod sălbatic” (< farouche „sălbatic” + sufix formator de adverbe).

### Pauza
Pauza este o întrerupere în fluxul articulat al vorbirii, făcând parte integrantă din el. Sunt mai multe tipuri de pauză, stabilite din mai multe puncte de vedere. Dintr-unul din acestea, pauza poate fi dorită de vorbitor sau nedorită. Este nedorită în primul rând pauza provocată de inspirație ca parte a respirației. Alta de acest fel este pauza de ezitare, când vorbitorul nu știe ce să spună sau cum să spună ceea ce vrea să spună. Unii autori disting pauza de ezitare tăcută de pauza de ezitare umplută, în care vorbitorul emite secvențe sonore nearticulate, precum ăăă.
Pauza dorită de vorbitor poate avea o motivație pragmatică, de exemplu cea folosită de un orator pentru a realiza un efect asupra auditoriului.
Pauza are și diferite funcții lingvistice, delimitând segmente de diferite mărimi: sintagme, propoziții, fraze, grupuri de fraze (corespunzătoare în scris paragrafului). Este cu atât mai lungă, cu cât delimitează segmente mai mari, cea mai lungă fiind între grupurile de fraze. Aceste pauze sunt în general redate în scris prin semnele de punctuație, iar grupurile de fraze care constituie o unitate de sens – prin alineate.
Sunt importante funcțiile sintactice ale pauzei. În cadrul frazei delimitează propozițiile numite izolate, unele tipuri de propoziții fiind facultativ izolate, altele în mod obligatoriu. Exemple:
- propoziția incidentă: Veți veni voi înșivă la Berlin la vară – așa sper (Titu Maiorescu)[34];
- unele propoziții subordonate, mai ales antepuse regentei: În afară că este inginer, altceva nu știu despre el[35];
- subordonata atributivă sau circumstanțială intercalată în regentă: fr  La Finlande, où il y a beaucoup de lacs, est un pays idéal pour la pêche „Finlanda, unde sunt multe lacuri, este o țară ideală pentru pescuit”[19].

În cadrul propoziției, apoziția explicativă este totdeauna delimitată de pauze: Nici natura – cadrul de acțiune a țăranului – nu e privită ca o finalitate proprie (Eugen Lovinescu). În română, pauza ține uneori locul predicatului verbal: Eu, acasă. Pauza poate distinge funcția sintactică a unui element dintr-o construcție, ex. Problema dificilă a rămas nerezolvată (atribut determinativ de identificare/calificare) vs. Problema, dificilă, a rămas nerezolvată (atribut explicativ cu nuanță circumstanțială de cauză). Într-o limbă precum rusa, pauza corespunde verbului copulativ „a fi” la prezentul indicativului, omis de regulă în mod obligatoriu: Женщина красавица Jenșcina krasavița „Femeia este o frumusețe”. Pauza distinge această propoziție de cuvântul compus женщина-красавица „femeie frumoasă”.
Uneori, lipsa, respectiv prezența pauzei diferențiază sensuri ale unui segment. Exemple:
- fr [19]:

Il n’est pas parti parce qu’il avait peur „N-a plecat pentru că îi era frică” (a plecat din altă cauză) vs.
Il n’est pas parti, | parce qu’il avait peur „N-a plecat, pentru că îi era frică”;
- hu [32]:

háromnegyed négy felé „pe la ora patru fără un sfert” (lit. trei sferturi patru către) vs.
három, | negyed négy felé „pe la ora trei, trei și un sfert” (literal „trei, sfert patru către”).
Alteori, locul pauzei este cel care îndeplinește această funcție. De pildă, segmentul fr  [sø ki sav lœ(ː)ʁ sufləʁɔ̃] poate fi împărțit diferit în două grupuri, fiecare fiind marcat de accentul unic din grup și de intonația grupului, care culminează pe vocala accentuată:
Ceux qui savent | leur souffleront „Cei care știu le vor sufla” vs.
Ceux qui savent l’heure | souffleront „Cei care știu cât e ceasul vor sufla”.
Pauza se leagă de alte unități suprasegmentale, în primul rând de intonație, după cum se vede mai sus. În română, de exemplu, înaintea pauzei de la sfârșitul unei propoziții declarative, intonația coboară. La sfârșitul unei propoziții interogative totale (fără cuvânt interogativ), intonația urcă, la fel ca și la sfârșitul unei subordonate antepuse principalei.

### Ritmul
În limbă, ritmul este dat de repetarea la intervale aproximativ regulate a unui factor de proeminență a unei silabe (accent, durată mai mare a nucleului de silabă, ton mai înalt al acestuia) după un anumit număr de silabe neaccentuate, mai scurte, respectiv cu ton mai jos. Prin urmare, ritmul este direct dependent de aceste unități suprasegmentale. Este deseori vorba de o combinație a acestor factori. Ritmul este realizat în mod conștient în poezie și uneori în proza literară.
Și în limba obișnuită se realizează ritm într-un mod asemănător cu cel din poezie, asociat cu alte elemente ale acesteia, precum rima sau asonanța, în formule mai mult sau mai puțin fixe: am ales pân-am cules; cu cățel, cu purcel; marea cu sarea; sfară-n țară; din țânțar armăsar; a face haz de necaz.
Ritmul în limba obișnuită este perceptibil în funcție de ponderea intervalelor regulate din limba dată. În franceză, de exemplu, acele grupuri de cuvinte dintr-o propoziție sau frază care constituie unități de sens și sunt delimitate de pauze, numite tocmai „grupuri ritmince”, tind să aibă un număr nici prea mic, nici prea mare de silabe, aproximativ între trei și șapte. Cele mai frecvente sunt grupurile de trei și patru silabe, prin urmare, predominante sunt:
- ritmul ternar: Vous avez | certainement | répondu | qu’il viendrait | en voiture „Ați răspuns desigur că va veni cu mașina” și
- ritmul cuaternar: Vous avez dit | qu’il arriverait | mardi matin „Ați spus că va sosi marți dimineața”.

În afară de acestea mai sunt multe alte combinații posibile din grupuri de două la patru silabe, de exemplu:
- 4 | 2 | 4: Dépêchez-vous | d’écrire, | je vous attends „Grăbiți-vă cu scrisul, aștept după voi”;
- 2 | 3 | 4: Il dit | qu’il viendra | un peu plus tard „Spune că va veni puțin mai târziu”.

### Tempoul și debitul
Tempoul sau viteza vorbirii dă debitul acesteia, adică numărul de segmente ale vorbirii rostite în unitatea de timp, de exemplu numărul de silabe pe minut sau numărul de sunete pe secundă. În primul rând, tempoul este foarte variat în funcție de individ (unii au specificul înnăscut de a vorbi mai lent decât alții), de starea psihică de moment a vorbitorului (un om furios vorbește mai repede decât unul calm), dar și în funcție de varietatea regională a limbii (de exemplu franceza regională din nord este mai rapidă decât cea din sud), precum și în funcție de limbă. De pildă, italiana se vorbește mai rapid decât maghiara. S-a observat și că tempoul vorbirii unei limbi poate evolua în timp. Studii asupra limbii maghiare din anii 1960 au constatat o medie de 11,35 sunete pe secundă, iar în anii 2000 s-a ajuns la 15-16 sunete pe secundă.
Tempoul depinde și de situația de comunicare, care include statutul vorbitorilor unii față de ceilalți, tipul de discurs (considerat în sens larg) etc. De pildă, un adult vorbește în mod normal mai încet cu un copil mic decât cu un alt adult, iar tempoul unei conversații cotidiene este mai alert decât cel al unei conferințe. Sunt diferențe de tempo și între tipuri de discurs monologat: o predică, bunăoară, este mult mai lentă decât o transmisie sportivă. Variațiile tempoului în același discurs au de asemenea o funcție: încetinirile sale servesc la a comunica informațiile noi pentru auditori, iar accelerările se leagă de cele deja cunoscute de ei.
Tempoul este strict legat de pauze. Acestea sunt cu atât mai lungi și mai numeroase, cu cât tempoul este mai lent.